# Borșciv, Peremîșleanî
Borșciv (în ucraineană Борщів) este localitatea de reședință a comunei Borșciv din raionul Peremîșleanî, regiunea Liov, Ucraina.

## Demografie
Componența lingvistică a localității Borșciv
     Ucraineană (100%)
Conform recensământului din 2001, toată populația localității Borșciv era vorbitoare de ucraineană (100%).